# Croscat

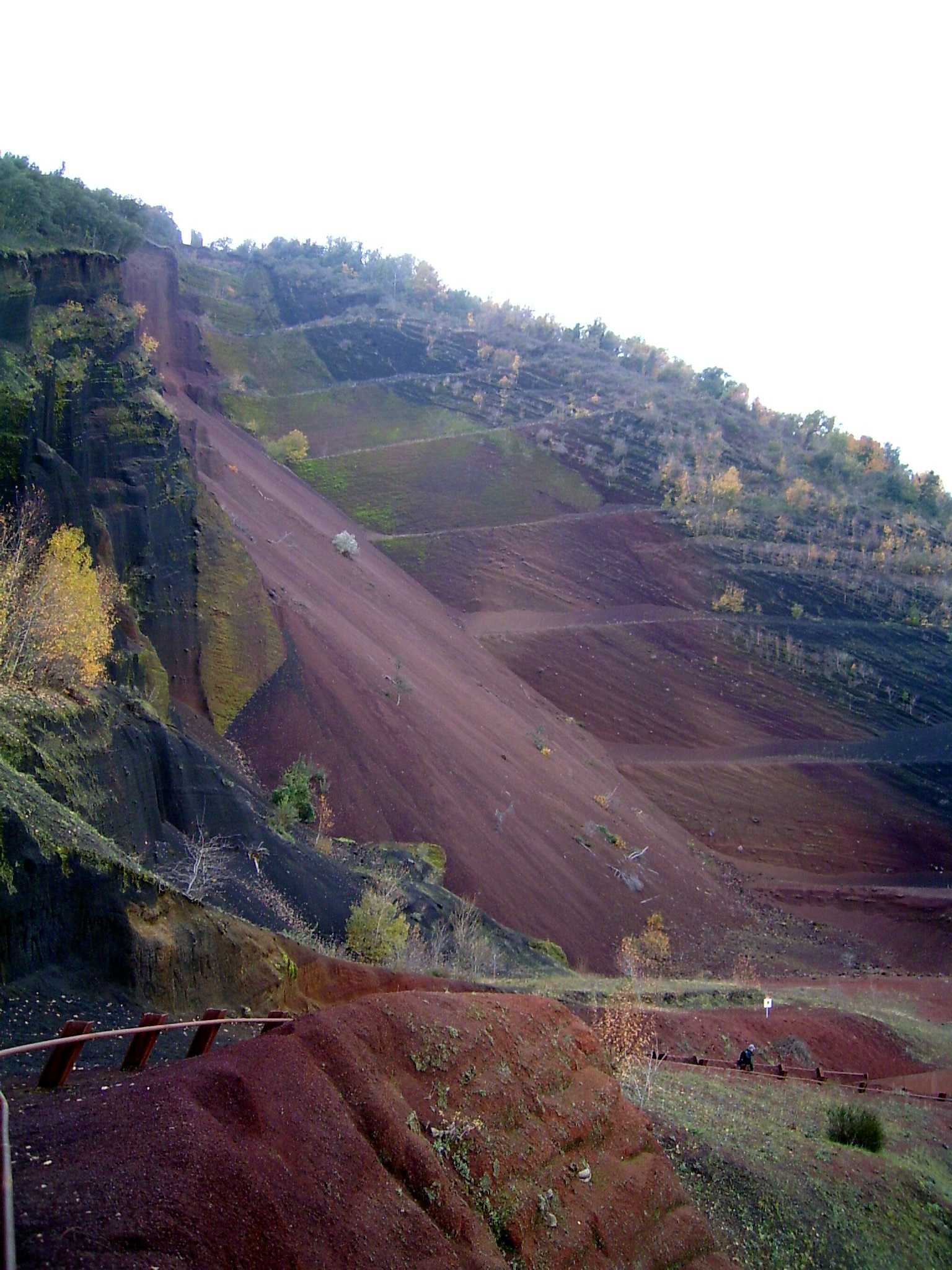
Granulatabbau am Croscat

Der Croscat ist ein erloschener Vulkan zwischen den Gemeinden Santa Pau und Olot in der Comarca Garrotxa in der spanischen autonomen Region Katalonien.
Der hufeisenförmige 786 Meter hohe Berg vom Stromboli-Typ liegt nordwestlich von Santa Pau im Naturschutzpark Vulkane der Garrotxa, hat an der Basis einen Durchmesser von 800 Metern und einen 160 Meter hohen Kegel, den höchsten eines Vulkans auf der Iberischen Halbinsel. Er scheint zudem der jüngste zu sein. Der Krater liegt auf der Westseite. An der höchsten Stelle auf dem Kraterrand stehen Reste eines alten Verteidigungsturms, heute mit Antennen für Telekommunikation bestückt. Auf der Ostseite wurde in den letzten drei Dekaden Granulat von Tonmineralen abgebaut. Der Croscat hat durch eine Eruption seinen eigenen Schichtenaufbau in Kegelschnittform  für jedermann sichtbar freigelegt.
Es sind zwei Ausbrüche bekannt, einer vor 17.000 und der letzte vor 14.000 Jahren. Die erste Eruption muss für die bereits in der Gegend lebenden Menschen bedeutsamer gewesen sein, ihre Lava bedeckte eine Fläche von etwa 20 Quadratkilometern.
Beim Berg liegt die Fageda d’en Jordà, ein zum Naturschutzpark Vulkane der Garrotxa gehörender Buchen-Waldbestand auf der Lava des Croscat.